# Nicolas Noël-Agnès
Pour les articles homonymes, voir Noël (homonymie).
 (février 2019).
Si vous disposez d'ouvrages ou d'articles de référence ou si vous connaissez des sites web de qualité traitant du thème abordé ici, merci de compléter l'article en donnant les références utiles à sa vérifiabilité et en les liant à la section « Notes et références ».
Nicolas Jacques Noël, se faisant appeler Noël-Agnès pour se différencier de l'ancien maire de Cherbourg Gabriel Noël, né à Carteret (Manche) le 17 mai 1794, mort à Cherbourg (Manche) le 5 juillet 1866, fut député-maire de Cherbourg.

## Biographie
Il fait ses études au collège de Cherbourg puis à Caen et reçoit en 1810 les prix de français et de mathématiques spéciales. Il entre en 1812 à l'École polytechnique d'où il ressort ingénieur le 13 septembre 1813 sous-lieutenant ingénieur-géographe. Après une courte carrière militaire de deux ans, où il participe à la campagne de Saxe, il démissionne le 8 octobre 1817 avec le retour de la Royauté, et se retire dans le Cotentin où devient négociant.
Ses activités et ses qualités le font appeler comme juge consulaire à Cherbourg, d'abord suppléant, à partir du 1er août 1824, puis titulaire le 8 août 1827. Conseiller municipal de cette ville depuis le 2 février 1826, adjoint le 23 octobre 1830, il est élu maire le 28 juin 1833. À la tête de l'administration municipal, il développe l'instruction publique : projet pour l'enseignement primaire supérieure, agrandissement du collège, création de l'école de Marine, dons de livret d'épargne aux élèves du primaire méritants, pour l'apprentissage d'un métier... Il fonde également un asile pour enfants pauvres, et une caisse d'épargne pour la ville. Il cherche également à accompagner la croissance de la cité en la dotant d'un palais d'un tribunal, d'un hôpital civil, d'édifices religieux dans les nouveaux quartiers, d'un abattoir, d'une place centrale, d'une salle de spectacle, qu'il fait financer par l'emprunt. Une partie de ces équipements seront toutefois édifiés par ses successeurs.
Il siège également à partir du 6 décembre 1836 au conseil général de la Manche, pour le canton de Beaumont (1836-1839), puis de Cherbourg (1839-1845). Il plaide la cause dans les années 1840 de la construction de la ligne de chemin de fer Paris - Caen - Cherbourg, prenant la cause de Lisieux plutôt qu'Alencon pour le tracé, et militant pour le prolongement rapide jusqu'à Cherbourg.
Candidat malheureux aux législatives de 1842 contre Armand de Bricqueville, il est battu aux municipales en 1845. Nommé sous-préfet de Cherbourg le 28 mai 1846, il est élu après la révolution de 1848 comme député de la Manche le 13 mai 1849 (8e sur 13), et vote avec le parti de l'Ordre.
Retiré de la vie politique après le coup d'État de 1851, il est nommé président du tribunal de commerce de Cherbourg le 10 mai 1855, et rédige plusieurs mémoires à l'attention de l'empereur en faveur de la concentration à Cherbourg des traversées transatlantiques. Il siège au conseil général de la Manche pour le canton de Quettehou de 1861 à sa mort.
Membre de la Société nationale académique de Cherbourg à partir de 1829, il en a été le « trésorier-archiviste », puis directeur jusqu'à son décès. Il écrit pour celle-ci un rapport à la Société académique sur ses anciens membres (mémoires de la société, 1833 et 1843), les notices biographiques sur le colonel Javain (vol de 1843) et du docteur Pinel, adjoint à Cherbourg (1846), des Notes statistiques sur le mouvement de la population à Cherbourg dans la période décennale de 1831 à 1840 (1847), une Notice historique sur la Société académique (1856), une Discussion historique sur la Digue de Cherbourg (1856) et une Notice sur l'administration municipale à Cherbourg (1861). Il a aussi publié dans l'Annuaire de la Manche et l'Annuaire de l'Association normande. Il était membre de plusieurs autres académies françaises et étrangères, membre de la Chambre de commerce, et présidé la Société Sainte-Cécile. Il a été nommé chevalier de la Légion d'honneur le 21 janvier 1836.
Son fils, Octave Noël, a présidé le tribunal de tribunal civil de Domfront.
Il est inhumé au Cimetière des Aiguillons à Cherbourg.